# Tanja Bošković
Tatjana Bošković (Beograd, 27. jun 1953) srpska je glumica. Ostvarila je preko četrdeset godina dugu i plodnu pozorišnu, TV i filmsku karijeru ovenčanu najvećim nagradama i priznanjima.

## Biografija
Rođena je 27. juna 1953. godine u Beogradu. Živela je u Aranđelovcu do svoje sedamnaeste godine, a potom u Beogradu, kratko vreme i u Njujorku. Otac Velizar je bio direktor gimnazije i profesor književnosti, kao i majka Ivanka. Ima sestru Slavenku. Majka je dvoje dece: ćerke Lane i sina Đorđa. Deda i baba po majčinoj strani su bili učitelji. Deda po ocu je bio ađutant na dvoru kralja Nikole, a baba po ocu je rodila jedanaestoro dece.
Gimnaziju je završila u Aranđelovcu, a na Fakultetu dramskih umetnosti u Beogradu diplomirala je 1973. godine u klasi profesora Predraga Bajčetića. Sa njom na klasi bili su Gorica Popović, Radmila Živković, Jelica Sretenović, Milan Štrljić, Ljiljana Dragutinović, Branko Jerinić i Zlata Numanagić. Svoju prvu profesionalnu predstavu odigrala je 19. januara 1973.
Prvu glavnu ulogu ostvarila je 1974. godine u filmu Košava. Iste godine snima i seriju Divlje jagode. Uvek je na poseban način davala sebe i u ulozi koju je tumačila otkidala komadić svoje individualnosti.
Značajne uloge je ostvarila u filmovima Majstori, majstori, Čovek sa četiri noge, Policajac sa Petlovog brda, Rat uživo, Okupacija u 26 slika, Balkanska pravila, Volim te najviše na svetu i Peti leptir, a publici je najpoznatija po ulozi pevačice u filmu Balkan ekspres, i po ulozi Lole Golubović u TV-seriji Srećni ljudi.
Na filmu je sarađivala sa najvećim jugoslovenskim i evropskim rediteljima, kao što su Darko Bajić, Goran Marković, Lordan Zafranović, Zdravko Šotra, Dušan Makavejev, Veljko Bulajić, Branko Baletić, Lola Đukić, Đorđe Kadijević, Oleg Novković, Mihailo Vukobratović, Gorčin Stojanović, Aleksandar Đorđević, Dragoslav Lazić, Zoran Čalić, Dragan Bjelogrlić, Milorad Milinković, Jug Radivojević i drugi.
1970-ih godina bila je velika zvezda mjuzikla Pozorišta na Terazijama, a od 1986. postaje stalni član pozorišta Atelje 212.
U prvoj sezoni šou programa Ples sa zvezdama nastupala je sa osamnaestogodišnjim Markom Mićićem. Osvojili su drugo mesto.
Bila je udata za reditelja Dejana Karaklajića, imaju sina Đorđa i ćerku Lanu Karaklajić.

## Odabrana teatrografija
- Splitski akvarel (Perina),
- Moj dečko (Poli),
- Priča o konju (Kobila Šindivila),
- Put oko sveta (Juliška),
- Volim svoju ženu (Klea),
- Davni flert (Dezire),
- Flashdance (Hana);

Atelje 212:
- Lov na divlje patke (Vera),
- Čaplja (Čaplja),
- Strah za granicu (Šarlota Kestner),
- Tebanska kuga (Atina),
- Očevi i oci (Elisabeth Blake),
- Svećar (Karubina),
- Kneginja iz Foli-Beržera (Sabina),
- Ljubavno pismo (Fransoaz Soldatović),
- Moskva-Petuški (Ona sfinga),
- Ljubavi Džordža Vašingtona (Marta Vašington),
- Džil i Džon (Gospođa Bejker), Parovi (Sanja),
- Kolateralna šteta (Leona),
- Građanin plemić (Markiza Dorimena),
- Henrik IV (Markiza Matilda Spina),
- Jesenja sonata (Šarlota),
- Moja ti;

HKD Rijeka „Ivan Zajec“:
- Dumanske tišine;

Narodno pozorište Leskovac:
- Ko se boji Virdžinije Vulf (Marta),
- Kosa (Vivijen Bukovski);

Narodno pozorište Beograd:
- Suze su OK (Marija Kalić);

Jugoslovensko dramsko pozorište:
- Rodoljupci (Nančika),
- Bure baruta (Evdokija – premijera u Bogoti),
- Troil i Kresida (Helena Trojanska);

Zvezdara teatar
- Leptiri su slobodni (Gospođa Bejker),
- Veliki talas (Daša),
- Suze su OK (Marija Kalić);

Narodno pozorište „Sterija“,Vršac:
- Pokondirena tikva (Fema);

Narodno pozorište Sombor:
- Pozabavi se Amelijom (Amelija);

Crnogorsko narodno pozorište: 
- Malograđani (Akulina);

Scena Kult:
- Vidimo se u Den Hagu (Mis Ema);

Ustanova kulture Vuk Karadžić:
- Dobrodošli u kabare
- Zvezdarske zvezdice

Kruševačko pozorište: 
- Jaje (Rozi);

Slavija teatar:
- Tajna plave ptice (Gospođa Olga);

Akademija 28
- Veliki talas (Daša),

Teatar Carte blanche
- Primadone (Milena)

Bitef teatar:
- Lolita (Šarlota Hejz);

Madlenianum:
- Tajna Grete Garbo (Greta Garbo)

## Filmografija
| God.       | Naziv                                 | Uloga                       |
| ---------- | ------------------------------------- | --------------------------- |
| 1970-e     |                                       |                             |
| 1974.      | Slobodan prevod Mizantropa            |                             |
| 1974.      | Divlje godine (serija)                |                             |
| 1974.      | Košava                                | Radmila Marjanović          |
| 1978.      | Okupacija u 26 slika                  | Pina                        |
| 1978.      | Sedam plus sedam (serija)             | Tanja                       |
| 1979.      | Trofej                                |                             |
| 1979.      | Čovjek koga treba ubiti               | Elfa                        |
| 1979.      | Mahagoni (TV)                         |                             |
| 1980-e     |                                       |                             |
| 1980.      | Majstori, majstori!                   | Bosa                        |
| 1981.      | Kir Janja                             | Juca                        |
| 1981.      | Stari Beograd                         |                             |
| 1981.      | Ljubi, ljubi, al’ glavu ne gubi       | Gizi                        |
| 1981.      | Bila jednom ljubav jedna              |                             |
| 1981.      | Između mene i mog ćutanja             |                             |
| 1981.      | Istorija bračnog loma u tri toma (TV) |                             |
| 1981.      | Šesta brzina                          |                             |
| 1982.      | Dečak je išao za suncem               |                             |
| 1982.      | Beograd nekad i sad (TV)              | sobarica                    |
| 1982.      | Priče iz radionice (serija)           |                             |
| 1982.      | Sablazan                              | Eva                         |
| 1983.      | Čovek sa četiri noge                  | Daša                        |
| 1983.      | Balkan ekspres                        | Lili                        |
| 1983.      | Malograđani                           | Jelena Nikolajevna Krivcova |
| 1983.      | Ljubavno pismo (TV)                   |                             |
| 1984.      | Sedefna ruža (serija)                 |                             |
| 1984.      | Nesrećna Kafina (TV)                  | Kafina                      |
| 1984.      | Celovečernji the Kid                  | Marta                       |
| 1984.      | Mala pljačka vlaka                    | Tatjana Petrovna            |
| 1984.      | Formula 1 (serija)                    |                             |
| 1985.      | Daj mi krila jedan krug (serija)      | Seka eureka                 |
| 1986.      | Vrteška (TV)                          |                             |
| 1986.      | Frka (TV serija)                      |                             |
| 1987.      | Poslednja priča                       |                             |
| 1987.      | Uvek spremne žene                     | Bombica                     |
| 1988.      | Manifesto                             | Olimpija                    |
| 1990-e     |                                       |                             |
| 1992.      | Policajac sa Petlovog brda            |                             |
| 1993.      | Policajac sa Petlovog brda (serija)   |                             |
| 1993.      | Kockar                                |                             |
| 1993—1994. | Srećni ljudi (serija)                 | Lola Golubović              |
| 1995.      | Uske staze                            | Darinka                     |
| 1996.      | Očevi i oci (TV)                      | Elizabet Blejk              |
| 1997.      | Balkanska pravila                     | Marija Lazarević, majka     |
| 1997.      | Buđenje proleća                       | Klara                       |
| 1998.      | Ljubavi Džordža Vašingtona (TV)       | Marta Vašington             |
| 1998.      | Kneginja iz Foli Beržera (TV)         | Sabina                      |
| 2000-e     |                                       |                             |
| 2000.      | Rat uživo                             | ministarka                  |
| 2000.      | Vidimo se u Den Hagu                  | Ema Goldfis                 |
| 2001.      | Normalni ljudi                        | Mirina majka                |
| 2002.      | Akcija Tigar                          | Jelena Grgurović            |
| 2002—2008. | Viza za budućnost (serija)            | Sofija Jović                |
| 2002.      | Džil i Don (TV)                       | gđa Bejker                  |
| 2002.      | Lisice (serija)                       | Dunja                       |
| 2002.      | Novogodišnje venčanje (TV)            | Tanja                       |
| 2003.      | Volim te najviše na svetu             | Leposava                    |
| 2004.      | O štetnosti duvana                    |                             |
| 2004.      | Skela (TV)                            | Nevesta                     |
| 2004.      | Lift (serija)                         | gošća                       |
| 2006.      | Uslovna sloboda                       | Inge van den Bruk           |
| 2007.      | Pozorište u kući (serija)             | Snežana Nikolajević         |
| 2008.      | Ranjeni orao (serija)                 |                             |
| 2008.      | Poslednja audijencija                 | Nina                        |
| 2010-e     |                                       |                             |
| 2009—2010. | Kućni ljubimci (serija)               | Jasmina                     |
| 2012.      | Montevideo, Bog te video! (serija)    | gazdarica                   |
| 2013.      | Put ružama posut (TV film)            | kneginja Milica             |
| 2014.      | Matura (kratki film)                  | razredna                    |
| 2014.      | Otvorena vrata 2 (serija)             | Jadranka                    |
| 2014.      | Sutra (kratki film)                   | majka                       |
| 2014.      | Peti leptir                           | Melanija                    |
| 2017.      | Zona Zamfirova 2                      | popadija Sida               |
| 2019.      | Grupa (TV serija)                     | Martina majka               |
| 2020-e     |                                       |                             |
| 2020.      | Živ čovek                             |                             |
| 2020.      | Močvara (TV serija)                   | Melina                      |
| 2021.      | Kaljave gume                          | Mirjana                     |
| 2021.      | Feliks (TV serija)                    | Hermina                     |

## Odabrane nagrade i priznanja
- Nagrada Žanka Stokić, za izuzetan doprinos srpskoj filmskoj, televizijskoj i pozorišnoj umetnosti, 2020. godine
- Zlatni pečat Jugoslovenske kinoteke za izuzetan doprinos filmskoj umetnosti, 2014. godine
- Zlatni platan za životno delo, na Festivalu mediteranskog i evropskog filma u Trebinju, 2016. godine.
- Nagrada za životno delo na festivalu humora i satire "Zlatna kaciga" u Kruševcu, 2015. godine.
- Nagrada "Kinenova", za ukupan doprinos svetskoj kinematografiji, Skoplje 2019. godine
- Statueta Ćuran, za ulogu Amelije u predstavi "Pozabavi se sa Amelijom" na Danima komedije u Jagodini, 1984. godine.
- Zoranov brk, za ulogu Grete Garbo u predstavi "Tajna Grete Garbo", 21. dani Zorana Radmilovića Zaječar, 2012. godine.
- Zoranov brk, za ulogu u predstavi "Petra". 28. 21. dani Zorana Radmilovića Zaječar, 2019. godine.
- Velika povelja za žensku ulogu u filmu Balkan ekspres, na Filmskim susretima u Nišu, 1983. godine
- Povelja za izuzetnu žensku ulogu u filmu Volim te najviše na svetu, na Filmskim susretima u Nišu, 2003. godine
- Nagrada udruženja za odbranu ćirilice.
- Nagrada za najbolju žensku ulogu, u filmu Volim te najviše na svetu, na festivalu u Varni.
- Nagrada za najbolju glumicu za ulogu Marije Kalić u predstavi "Suze su OK", na 25. Nušićevim danima u Smederevu, 2008.
- Nagrada za najbolju žensku ulogu u prestavi "Suze su OK", Teatar fest Doboj, 2008. godine.
- Plaketa za najbolje glumačko ostvarenje "Žanki u čast" za ulogu Daše u predstavi "Veliki talas", 2015. godine.
- Zlatna plaketa Jugoslovenske kinoteke, 2014. godine
- Laureat Festivala "Risto Šiškov", Strumice, 2017. godine.
- Počasni građanin Herceg Novog, 2018. godine
- Nagrada Janoš Tot za glumačku bravuru, za ulogu Hane u predstavi Flashdance Pozorišta na Terazijama, 2021. godine

## Spoljašnje veze
- Tanja Bošković na sajtu  (jezik: engleski)
- „Zemlja ujedinjenih mediokriteta” — intervju (Politika, 23. januar 2012)
- Tanja Bošković: „Prve dane penzije provodim radeći” (Blic, 27. januar 2012)
- Tanja Bošković: „Dodvoravamo se ko zna kome” (Večernje novosti, 29. mart 2014)
- Učesnici šou programa Ples sa zvezdama
- Plasman učesnika u šou programu Ples sa zvezdama[мртва веза]
- Tanja Bošković: „Bila sam ohola i bezobrazna” (B92, 2. januar 2017)
- Balkanskom ulicom: Tanja Bošković (snimak iz marta 2016, dostupan od 11. avgusta 2020)
- INTERVJU Tanja Bošković: Živeti slobodu sa svim posledicama („Večernje novosti”, 13. februar 2021)
- INTERVJU TANJA BOŠKOVIĆ: Zahvalna sam pred Bogom i ljudima („Večernje novosti”, 26. decembar 2021)
- Intervju u emisiji Govornica (28.maj 2022)